# 김경재 (축구 선수)
김경재(1993년 7월 24일 ~ )는 대한민국의 축구 선수이다. 포지션은 수비수로 현 전남 드래곤즈 소속이다.

## 선수 경력
2016시즌을 앞두고 전남 드래곤즈에 자유계약으로 입단했다.
2018년 5월 28일 상주 상무로 군입대했다.
2020시즌 여름 이적시장에서 임찬울과의 트레이드로 K리그2의 제주 유나이티드로 이적했다.